# Эрьол, Робер
Робер Эрьол (тур. Rober Eryol, 21 декабря 1930, Мерсин — 21 декабря 2000, Малтепе, Стамбул) — турецкий футболист еврейского происхождения. В 1950-е годы выступал за клуб «Галатасарай». Участник чемпионата мира-1954 в составе национальной сборной Турции.

## Семья
Робер Эрьол родился 12 декабря 1930 года в еврейской семье, жившей в Мерсине. Его отец погиб в ходе Дарданелльской операции. В 1947 году семья Робера вместе с семьей переехал в Стамбул.

## Карьера
В 1947 году Эрьол стал игроком клуба «Галатасарай». До этого он был в нескольких любительских командах. Происхождение футболиста создавало для него трудности: как признавался Робер в одном из интервью, ему не советовали переходить в известные турецкие команды, потому что он не являлся мусульманином. Однако Эрьол принял решение присоединиться к жёлто-красным. В «Галатасарае» футболист находился до 1959 года. В основном Робер играл на левом фланге полузащиты. За это время он вместе с командой становился победителем Воскресной лиги (1948/49) и трижды выигрывал Профессиональную лигу Стамбула (1954/55, 1955/56, 1957/58).
Робер Эрьол дебютировал в составе национальной сборной Турции 25 мая 1953 года во встрече со Швейцарией. Ранее он в 1951 году участвовал в товарищеском матче между второй сборной страны (Турция Б) и Францией. В начале 1954 года футболист привлекался к отборочным играм на чемпионат мира-1954, по результатам которых турки получили право выступать на ближайшем Мундиале. Вскоре Эрьол был включён в окончательную заявку на данный турнир. На ЧМ-1954 он отыграл все три встречи: одну с Южной Кореей и две с ФРГ (второй матч между ФРГ и Турцией был проведён из-за равенства очков у этих команд в группе 2). Однако турецкие футболисты не смогли выйти из своей группы.